# 無限 LOOP
「無限 LOOP」（むげん・ループ）は、日本のロックバンド、BUCK-TICKの43枚目のシングル。2023年3月22日にLingua Sounda/JVCケンウッド・ビクターエンタテインメントから発売。

## 概要
2023年リリースの第2弾シングル。
表題曲は今井寿作曲、櫻井敦司作詞の楽曲となる。カップリングには表題曲を横山和俊がリミックスした「無限 LOOP -LEAP-」として収録。
前作同様、CD1形態のみの販売となったほか、発売同日にミュージックビデオも公開。監督は野田智雄。
本作発売後の2023年10月19日にボーカルの櫻井敦司が脳幹出血で死去した為、このシングルが彼が在籍していた時代の最後のシングルとなった。

## 収録曲
全編曲：BUCK-TICK
1. 無限 LOOP
作詞：櫻井敦司、作曲：今井寿
日本テレビ系「DayDay.」4月エンディングテーマ[5]
2. 無限 LOOP -LEAP-
作詞：櫻井敦司、作曲：今井寿、リミックス：横山和俊